# DINO (漫画)
『DINO』（ディーノ）は、柳沢きみおによる日本の漫画。『ビッグコミックスピリッツ』（小学館）に1992年から1994年まで連載された。単行本は全12巻。
これを原作としたオリジナルビデオ映画も作られた。

## ストーリー
菱井ディーノは老舗の丸菱デパートの社長の御曹司として何不自由なく暮らしていたが、7歳の頃に父・丈一郎が重役達の裏切りにあい、失脚させられ社長の座を追われ資産も奪われてしまう。愛想を尽かした母は家を出て行き、ディーノは父と暮らすことになるが、父は心労から酒に溺れて体調を崩してディーノを残して他界してしまう。天涯孤独になったディーノは遠戚の杉野家の養子になるが、厄介者扱いされて孤独で悲惨な少年期をすごす。
高校生になったある日、父の友人を名乗る人物に丈一郎がディーノの為に残していた一軒家と自身の名前の由来ともなった「フェラーリ・ディーノ206」を譲り受けて杉野家を出て一人暮らしを始める。この時ディーノは自身の為に家と車を残してくれた父に深く感謝すると共に、その父を地獄に突き落とした父のかつての部下達への復讐を誓い、猛勉強の末に東大に入学・首席で卒業を経て丸菱デパートへの入社を果たす。
そしてディーノは次々と重役たちやその親族を破滅させ、時には（偶然とはいえ）殺害にまで追い込んでいった。総会屋が雇った堂本に撃退されるディーノだが、催涙スプレーを使ったラフプレーで勝利する。その後、身の危険を感じた会長はボディガードを雇い始める。ディーノは苦戦しつつもボディガードの幹部二人の両目を潰し、再起不能に追い込んで勝利。正体は疑われたものの、その証明ができないボディガードたちは撤退していった。
そんな中、樽屋会長と母が男女の関係にあったことが判明。ディーノは二人の飲み物に毒を混入し復讐を計るが、良心の呵責に苛まれた末に母殺害を取りやめようと決心する。しかし、二人は既に毒を飲んだ後だった。樽屋会長は植物人間となり、母は危篤に陥っていた。しかし、意識を取り戻した母はすべての罪を自分でかぶり、無理心中を図ったとしてディーノを庇い、服役。このことからディーノは母の愛情の深さを知り、母が出所したら一緒に暮らそうと決心する。
復讐は終わったかに思われたが、実は樽屋会長の裏で父への裏切りを指示した者がいることを知る。その人物は既に死んでおり、ディーノはその人物の孫娘に惚れてしまうが、全く相手にされなかったことからレイプ同然に犯してしまう。結果、彼女はディーノの愛人となる一方で英雄と婚約。身ごもった子供の父親がディーノなら結果的に「ディーノの子供」が丸菱を支配することになると語った。
またもや意外な事実が発覚する。実は父は樽屋会長の妻と男女の関係を結んでおり、その子供が英雄ではないかというのだ。つまり、英雄はディーノの腹違いの兄だった可能性がある。この事を公にし、英雄の失脚を目論む樽屋の親族。しかし、この事実を知ったディーノは発作的に親族を殺害してしまう。その後、リベンジを仕掛けてきた堂本と対峙。既に正体がばれていたため、ディーノは不意討ちで非常階段から墜落させて堂本を殺害した。
それから数年後、ディーノは英雄の従妹と結婚を決意。母との同居も決心し、ディーノは2人を連れて丸菱を離れ、新たな人生を始める。ディーノ206と共に。

## 登場キャラクター

### 主要人物
菱井ディーノ / 杉野ディーノ / 杉野一郎
7歳の時に父が社長職から失脚し、その翌年に父と死別してからは遠戚の杉野家の養子になり「杉野ディーノ」となる。杉野家では冷たい仕打ちを受けるなど不遇な日々を過ごしていたが、ディーノが高校生になる頃に父の友人を名乗る人物から、父がディーノのために残した一軒家と名前の由来にもなったフェラーリディーノ206GTを譲り受けて一人暮らしを始める。猛勉強の末、東京大学に入学・卒業し、その後丸菱デパートの幹部候補生として入社する。「ディーノ」という外国人風の名前だが純日本人。
菱井丈一郎
ディーノの父。過去、側近であった樽屋吾郎たちに裏切られ、トップの座と豪邸をも奪われて転落。以後は酒浸りの人生を過ごし、妻にも逃げられ失意の内に命を落とした。
ダンディな父親としてディーノから尊敬されており、ディーノに一軒家とフェラーリ・ディーノを遺しており愛情はあった様子。
クライマックスでは破滅に至った真相が語られる。実は樽屋の妻に手を出しており、このことから報復を受けてトップの座から転がり落ちたというのが真相だった。また妻に対し暴力を振るっていた。浮気と暴力に愛想を尽かした妻に逃げられたというのが真実であった。
菱井礼子/三田村礼子
丈一郎の妻でディーノの母。
失脚後に酒に溺れた丈一郎を見捨て離婚し、若い男を作りディーノを残して失踪。後に樽屋吾郎の愛人となり、ディーノと再会し『丈一郎は経営者としては正直過ぎたので重役達に見捨てられた』と告げ、一緒に暮らしたいと願うが父が死んだ時に自分を引き取りに来なかったせいで杉野家で冷遇されたことと、父の最大の仇である樽屋会長の愛人になっていることの恨みから樽屋共々ディーノに毒殺されそうになる。
樽屋英雄
丸菱デパート会長・樽屋吾郎の息子。一橋大学、法学部卒。ディーノとは同期入社の同僚。いわゆる「御曹司」だが仕事熱心で有能。しかし自己過信のきらいがある。樽屋一族だけが出世し有能な社員が燻り士気が低下することに危機感を持ち、平成三年入社のエリート新入社員による「平三会」を結成。実力主義による若手登用と老害重役の追放をぶち上げる。ディーノの能力と本性の一端を見抜き、側近として重用している。会長の御曹司にもかかわらず「風呂無し共同便所六畳一間」のボロアパートに住んでいたが、父の退陣後は実家である豪邸に住む。
後に実はディーノの腹違いの兄である可能性があると判明する。
須貝大二郎
高校に入学したディーノの前に現れた丈一郎の友人を名乗る男性。遺言により隠し遺産のガレージ付きの小さな一軒家とフェラーリ・ディーノ206をディーノに託した。自己修練と生きる術として格闘技をディーノに伝授したが、意に反して復讐の手段として使い始めたことに心を痛め、樽屋文雄の死後ついにディーノの復讐を止めるべく「復讐を続けたいなら自分を倒せ」とディーノに挑むが返り討ちに遭い、姿を消す。

### 丸菱デパート
樽屋吾郎
丸菱デパート会長。丈一郎から奪った豪邸に住み続けている。愛人であるディーノの母共々毒殺され掛け、一時意識不明になるが、英雄の危機に一時的に回復し、英雄を救う。
樽屋文雄
吾郎の弟。英雄にとっては叔父にあたる。瞳という同性愛者の娘がいる。ディーノの執拗な攻めにより自宅にも居られなくなり、吾郎宅に逃げ込む。
今井沢
副社長。文雄亡き後に社長となるが、後釜を狙う吉井の策略で精神的に追い詰められて階段から転落し再起不能の重傷を負う。
登戸
副社長。恵(めぐみ)という大学生の娘がおり、彼女を溺愛しつつ厳しく育てていたが、ディーノの罠にはまって朝帰りをした際に激怒して、恵の首を絞め付けて死なせてしまう。
曽根崎
専務。終業後の職場で息子（ディーノの最初の上司）が愛人の女性社員と情交中にディーノの襲撃に遇い全裸にされたまま縛り付けられ、不倫がバレて責任を取らされ丸菱デパートの流通センターの所長に左遷となる。その後流通センターでボヤが発生し、総額9千万円相当の商品を破損させてしまったことを知った直後に心労から心筋梗塞の発作を起こして、長期入院・退職に追い込まれた。
所川
専務。社内での一連の事件を菱井元社長の息子の仕業と真っ先に疑うが、臆病な性格をディーノに散々突かれた挙げ句に両腕両脚を圧し折られ再起不能になる。
樽屋八郎
専務。愛人の中年女性を操り、麻薬取引で儲けた金で高級クラブの美人ホステスを囲っている。
吉井
丸菱デパート銀座店店長。ディーノの復讐の標的の重役の中では一番格下。今井沢から社長の椅子を奪うため部下を唆して今井沢を精神的に追い込むが会長にバレてクビにされる。
清田明美
ディーノが入社後に配属された「モード・イタリア」のアラサーの女性主任。婚約者が居るが、ディーノと関係を持ち、彼にぞっこんになってしまう。
瀬山
人事部課長。一掃されずに残った丈一郎派の人間であり、入社前からディーノの身元調査を握りつぶして樽屋一族に目を付けられないようにしていた。ディーノに表向きの改名を薦める。
遠藤
秘書課員。清田主任亡き後、ディーノの性欲処理担当と社内の情報源となる。ディーノが瞳と付き合い始めると用済みとなり、捨てられる。
岡村
会長秘書。秘書課では「スーパーウーマン」で通っているが、実は傲慢で男嫌いの同性愛者。樽屋文雄の娘で、高校生の瞳と肉体関係を持っている。ディーノが秘書課主任に栄転後は部下となった。
郷沢
今井沢の後任の社長。英雄の亡き母の妹の夫。樽屋会長が再起不能と知り、自分が会長になり丸菱の乗っ取りを画策するが、役員会に奇跡的に現れた樽屋会長により解任されて失敗する。
宮川
常務。樽屋会長が郷沢を解任した後に社長に任命された。バリバリの樽屋派で、英雄に「自分が社長になったからには将来は安泰です」と告げる。
柄沢伸夫
秘書課課長代理で、樽屋家の親戚筋。「モード・イタリア」から秘書課の主任へ栄転したディーノの直属の上司。『カミソリ』の異名を持つ切れ者。社長の椅子を狙っていて、英雄の秘密をネタに彼の失脚を目論む。

#### SP
堂本
所川専務が総会屋対策でつながりのある右翼団体のつてで雇い入れたボディガード。プロの空手使いで、ディーノの空手を圧倒するが不意を突かれ逃してしまう。ディーノとの再戦で催涙スプレーを食らってボコボコにされ重傷を負う。
阿部ケンジ
日本で8人しかいないスーパーライセンスを持つSP。樽屋吾郎が個人秘書名目で雇い入れた。的確な捜査でディーノをいったんは捕捉するが、樽屋瞳に背中を刺され重傷を負い取り逃がす。その後、ディーノとの激闘の末、飯塚同様に二本貫手によって両目を潰されるが、目が見えるフリをしてディーノに罠を仕掛ける。
熊塚サブロー
阿部の仲間のSP。陸上競技のクラウチングスタートとアメフトのタックルを合わせたような独自の必殺フォームによる空手を操りディーノを追い詰めるが、二本貫手によって両目を潰される。
二階堂
SPで、阿部の忠実な部下。失明した阿部がディーノに仕掛けた罠も失敗したため、腹癒せにディーノを襲い、金属バットでボコボコにし全治三週間の重傷を負わす。

### 西急デパート
榊京平
西急デパート社長。丸菱デパートの向かいに西急新館を建てたうえ、駅ビルの買収を目指し攻勢をかける。みすみす進出を許した樽屋一族ら丸菱首脳陣を「ボンクラ揃い」「経営者の器じゃない」と酷評し、「菱井さんが追放されずにいたらこうも甘くはなかった」と、丈一郎をディーノの母とは正反対の評価をしている。丸菱の重役達よりも菱井家のことをよく覚えており、英雄とディーノが一緒に居ることに疑問を抱きディーノの正体と丸菱に居る目的を知ってしまう。ひとり息子の一平には甘く、一平の死後は別人のように痩せ細る。
榊一平
京平の息子で、西急デパートに入社後すぐに専務になる。毒舌だが裏表のない快活な性格。女好きだが、自分の経済力目当てに近づいてくる手合いには辟易している。フェラーリ（デイトナ365）を所有。同じくフェラーリを所有しているディーノを見込んで英雄の眼前で引き抜きの誘いをかけている。杉野あやと関係を持ちあやは妊娠し、まだ父親になるのは早いと堕胎を迫るが事故で流産し子供が産めなくなったことで見捨ててしまい、ディーノの逆鱗に触れる。

### その他
杉野あや
ディーノの養家である杉野家の次女で、ディーノの二歳上の義姉。幼少期はディーノを実弟のようにかわいがり、面倒を見ていた。高校生の頃からディーノと肉体関係を持つ。成人後は銀行に就職しているが、ディーノにしつこく付きまとい、『ディーノの母』と名乗るなど異常な面を見せる。ディーノは煙たがるが、結局はいつも体を交えてしまう。ディーノの意に反して一平とも関係を持ち、妊娠するがどっちの子か判らないまま事故で流産してしまう。
終盤では登場しなくなり、その後の経緯も語られていない。
亜里沙
樽屋八郎に月三百万円で囲われている、高級クラブの若い美人ホステス。八郎の秘密を知るため近付いて来たディーノのペニス無しでは居られない体となり、ディーノの言いなりとなって八郎の事を探らされる。八郎の死後にディーノに捨てられるが、月百万円の契約で復縁する。
針山シズ子
樽屋八郎のもうひとりの愛人。八郎の指示で外国から麻薬を忍ばせた家具を輸入する会社をひとりで営む。その麻薬の利権を奪うため近付いて来たディーノにぞっこんになる。40代とディーノの母親ほどの歳だが、ディーノはすっかり気に入り情交を繰り返す。
樽屋瞳
樽屋文雄の娘で、英雄の従妹の美少女。同性愛者であったがディーノが起こした事件によって記憶を失うと異性愛者になり、ディーノにぞっこん惚れてしまう。英雄からは「瞳と結婚して樽屋の婿養子になれば俺に何かあったらお前が社長候補の一番手になる」と忠告されるが、かつては同性愛者だったこともあってかディーノはどうしても彼女を好きになれずに悩む。
田丸
腕利きの刑事。丸菱デパートの一連の怪事件をディーノの仕業と疑う。休職してまでディーノの正体と目的をやっと突き止めるが、その矢先に片桐によって暗殺される。
片桐
樽屋八郎が針山シズ子に密輸させた麻薬の卸元であるヤクザ組織・神保町興産の二代目。ディーノの要請で樽屋八郎を消し、ディーノを気に入り彼に鞍替えする。ディーノが田丸によって危機に陥ると田丸も消してしまう。
木暮敦子
丸菱のメインバンクである大手銀行の頭取の娘で、美貌の大学二年生。英雄が以前から恋焦がれていた。ディーノもその美貌に惹かれてしまう。

## 反響
漫画レビューサイトのひとつ「BLACK徒然草」を主宰しているじゃまおくん氏は、「ツッコミどころの多い漫画で、主人公のディーノは姓を変えているため素性がバレていないことになっているが、キラキラネームであるため普通にバレるはずだと疑問に思い、復讐を遂げていく中で名前が目立つからと一郎に改名するのは今更で、柳沢のフェラーリ偏愛っぷりがいかんなく発揮されて作中で突然「フェラーリの名車たち」なるミニコーナーや車を絡めたポエムが挿入されたりするのはフェラーリに興味ないと違和感が凄いが、これが逆にクセとなり、ダークな主人公を軸としたストーリーはとてつもなく面白く、クールでワルな男の生き様はどこまでいっても魅力的だと証明している」と評している。
モータースポーツ情報サイト「LAWRENCE」編集者であるトーマス氏は、「大藪春彦作品の主人公のように復讐鬼と化しながらもどこか心優しさや弱々しさにより相手を追い詰めながら自分も消耗するのが柳沢ならではの人間描写で、ディーノはエンツォ・フェラーリから子のアルフレード・フェラーリへ思いを込めたものでディーノ246ではなく206であるところに柳沢のこだわりがあり、描写は車そのものは上手く描かれてはいないがまさに細やかで柳沢がいかに惚れ込んでいたかがわかる」と評している。

## オリジナルビデオ
1994年に渡辺航を主演として、オリジナルビデオが製作された。
監督吉村典久
原作柳沢きみお
脚本中村和彦、木田薫子
撮影上野彰吾
出演
- 渡辺航
- 池田政典
- 田口トモロヲ
- 藤原喜明
- 石田悠里
- 紗倉涼子
- 小野由美
- 咲田めぐみ
- 永衣志帆
- 河合美智子